# Lunar Landing Research Vehicle
Dimensions

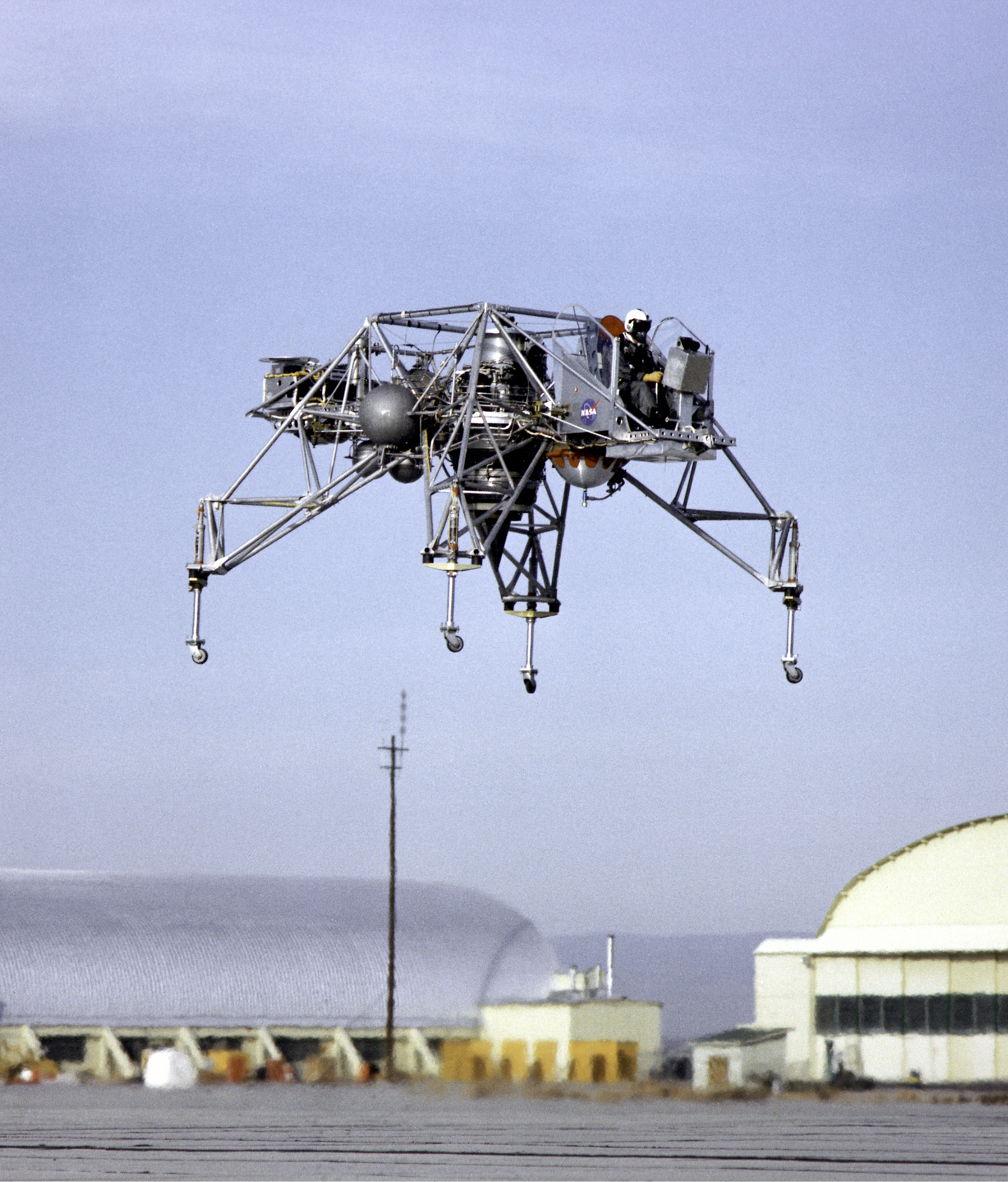
Un pilote (assis à la droite du véhicule) effectue des essais en vol du LLRV, véhicule qui sera accepté par la NASA.

Le Lunar Landing Research Vehicle (LLRV), en français : « véhicule de recherches sur l'atterrissage lunaire », est un aéronef développé pour entraîner les astronautes du programme spatial américain Apollo à l'atterrissage sur la Lune. Il reproduisait le comportement en vol du module lunaire dans la gravité lunaire (1/6e de la gravité terrestre). Le LLRV a permis à la fois de mettre au point les procédures d'alunissage et de préparer les pilotes du module lunaire, avec un grand degré de réalisme, aux conditions de vol rencontrées lors de la phase d'atterrissage sur la Lune. Les derniers modèles furent appelés  Lunar Landing Training Vehicle (LLTV).

## Conception et développement
Cinq exemplaires ont été construits à la demande de la NASA par la société aérospatiale américaine Bell, dont trois furent détruits au cours des entraînements, sans faire de victimes. Le premier exemplaire a volé le 30 octobre 1964. Eugene Cernan, pilote du module lunaire de la mission Apollo 17, a effectué le dernier vol d'entraînement le 13 novembre 1972. Les deux exemplaires qui ont survécu sont conservés dans des musées. Le châssis du LLRV, de forme rectangulaire et constitué d'un treillis de poutres en alliage d'aluminium dépourvu de carénage, lui a valu le surnom de « sommier volant » ou « cadre de lit volant » (« flying bedstead »). Ce nom a également été utilisé par un autre étrange appareil servant de bancs d'essais pour le vol vertical, le TMR de Rolls-Royce Limited.
Le 6 mai 1968, Neil Armstrong, qui pilotait le LLRV, a été contraint de s'éjecter en parachute à 60 m d'altitude à cause d'un problème d'instabilité. Le véhicule s'est écrasé au sol et a explosé, mais Armstrong n'a pas été blessé.

## Caractéristiques

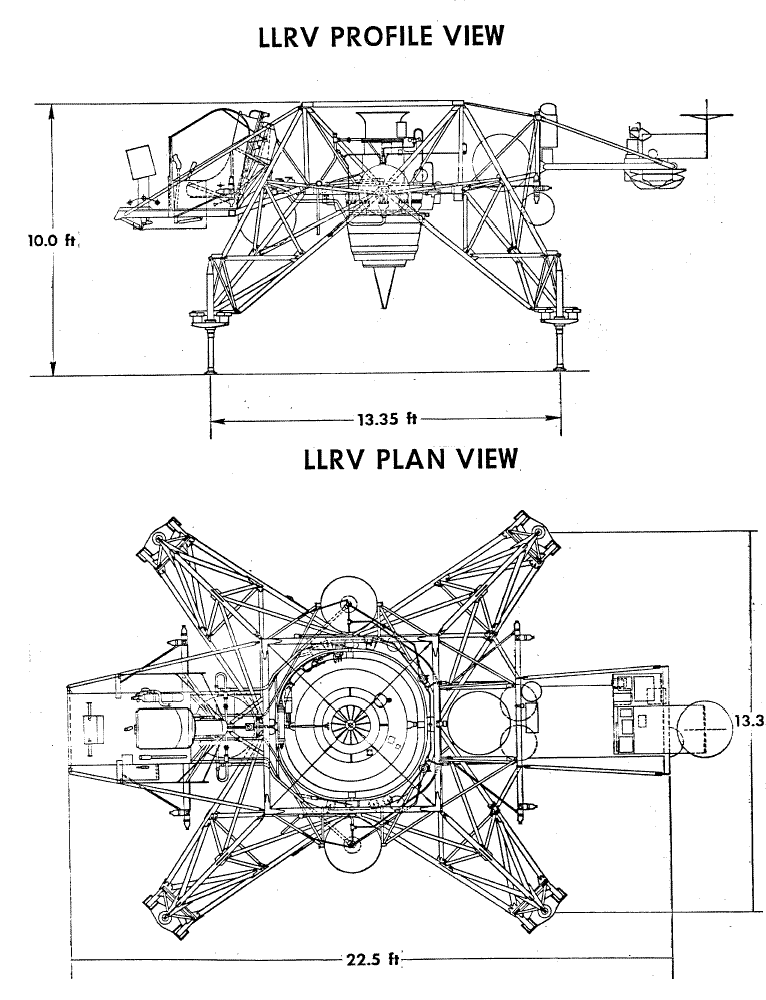
Plan 2 vues du LLRV.

### Propulsion
La propulsion du LLRV se subdivise en deux sous-ensembles :
- Un turboréacteur General Electric CF700, monté verticalement sur un cardan comportant deux degrés de liberté et chargé de supprimer 5/6e de la gravité terrestre en maintenant sa poussée perpendiculaire au sol, sous réserve que l'inclinaison du LLRV ne dépasse pas 28°. Ce moteur, situé au centre du châssis, avait également la charge d'annuler la poussée exercée par le vent ;
- Deux moteurs-fusées qui devaient reproduire le comportement du moteur de l'étage de descente du module lunaire ;
- Quatre grappes de petits moteurs-fusées reproduisant le comportement des moteurs similaires du module lunaire (RCS, Reaction Control System) et chargés de contrôler l'orientation de l'engin sur les trois axes.

Le cockpit dans lequel se tenait le pilote était situé à l'extrémité d'une poutre en porte-à-faux, pour abaisser le centre de gravité du LLRV. L'électronique complexe et relativement lourde à l'époque était regroupée dans une position symétrique pour rétablir l'équilibre. Le pilote, assis sur un siège éjectable, disposait de commandes et d'instruments de contrôle qui reproduisaient dans les dernières versions du LLRV l'installation du module lunaire. Cet appareil, bien que d'une esthétique particulière, fut l'un des premiers à avoir été doté d'un siège éjectable de type « zéro-zéro », un système indispensable sur un aéronef doté d'une si petite enveloppe de vol.

### Le «Lunar Sim Mode»
L'appareil disposait de deux modes différents de fonctionnement. Le mode de base était effectué avec le turboréacteur en position fixe par rapport à la structure du véhicule, si bien qu'il pointait toujours exactement à la perpendiculaire du plan horizontal représenté par le véhicule. Par contre, dans le mode de simulation lunaire, en anglais : « Lunar Sim Mode », le moteur pouvait changer d'orientation grâce à son cardan, et était toujours pointé exactement à la verticale du sol. Cela permettait au véhicule de s'incliner et de manœuvrer à des angles assez élevés, typiques de ceux qui seraient rencontrés lors des manœuvres de vol stationnaire au-dessus de la surface lunaire.
En dépit de son apparence peu flatteuse, le LLRV était en fait équipé d'un panel extrêmement sophistiqué de capteurs et de matériel de calcul électronique. Le système ne possédait pas de nom particulier, mais l'effet qu'il produisait sur le vol de l'engin était désigné « Lunar Sim Mode ». Il s'agissait alors du plus haut degré de simulation matérielle existant, et il fut l'objectif principal du projet tout entier. Son rôle n'était ni de décharger le pilote, comme le ferait un pilote automatique classique, ni d'introduire une quelconque sorte de sécurité ou d'économie à l'utilisation. Son seul rôle était de donner au pilote l'illusion de piloter un vrai module lunaire.
À cet effet, le Lunar Sim Mode peut être assimilé à un mélange d'augmentation de stabilité, de recalculs d'accélération verticale en accord avec la constante gravitationnelle lunaire (1/6e de la pesanteur terrestre), le tout étant suivi d'actions correctives instantanées. Le Lunar Sim Mode du LLRV était en fait si performant qu'il était même capable de corriger les effets de rafales de vent en quelques millisecondes, afin que le futur astronaute garde l'impression de se déplacer dans le vide spatial. Le capteur le plus utilisé pour le Lunar Sim Mode était le radar Doppler. Le signe visuel le plus évident permettant d'identifier l'activation du mode lunaire était le turboréacteur de l'appareil, qui était alors en permanence pointé vers le sol, quelle que soit l'attitude du LLRV.
Le LLRV est l'un des très rares simulateurs matériels à avoir jamais pris l'air. Deke Slayton, devenu ensuite chef des astronautes de la NASA, affirmera plus tard qu'il n'existait à l'époque aucun autre moyen de simuler un alunissage que le LLRV.

## Galerie photographique

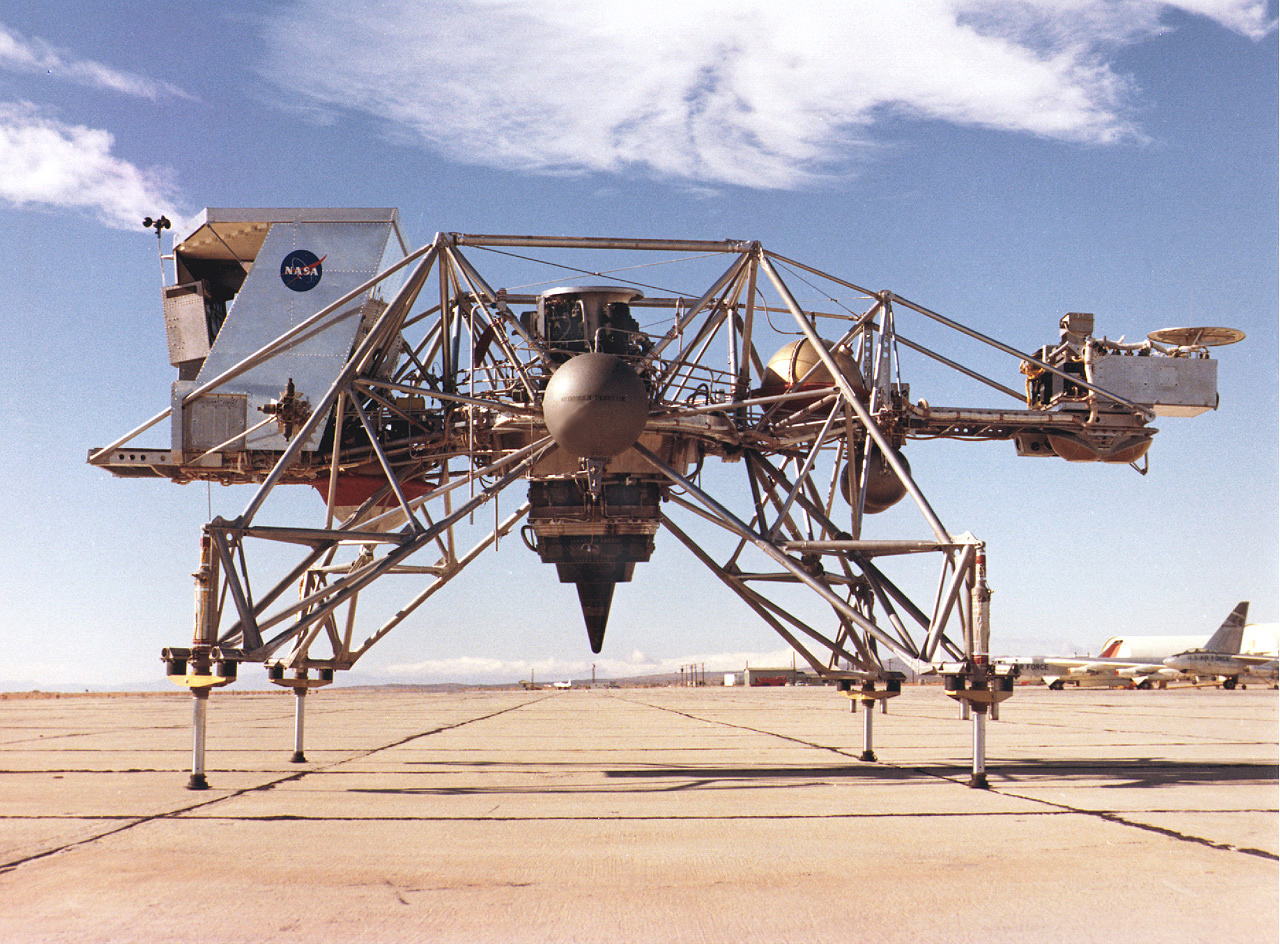
Le deuxième LLRV. À gauche, la cabine en mousse expansée devant simuler le champ de vision réduit du pilote du véritable LEM. À droite, en porte-à-faux, la nacelle contenant l'électronique de bord. Le toit de la cabine en mousse fut retiré à la suite du crash du pilote d'essai Joe Algranti le 8 décembre 1968, car il fut découvert qu'il perturbait les caractéristiques aérodynamiques de l'engin. Au centre, le turbofan CF700-2V sur cardans simulant la pesanteur lunaire.
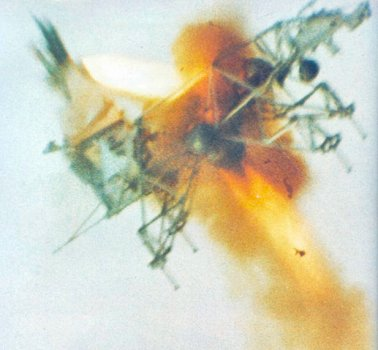
Un LLTV, devenu incontrôlable et allant s'écraser, force le pilote d'essais Stuart Present à s'éjecter.
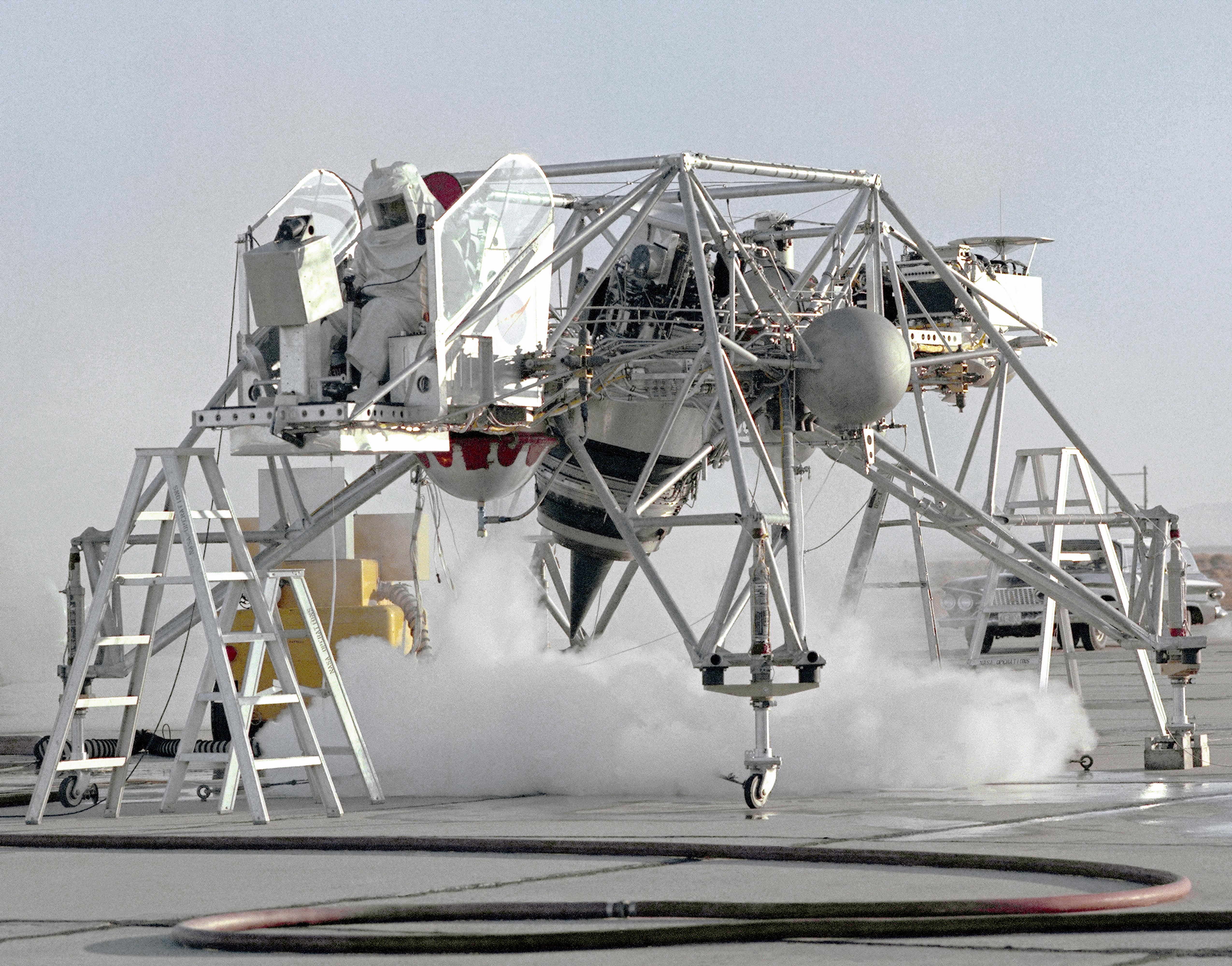
Tests au sol du moteur principal du LLRV no 1, photographie prise le 30 octobre 1964 au NASA Flight Research Center.
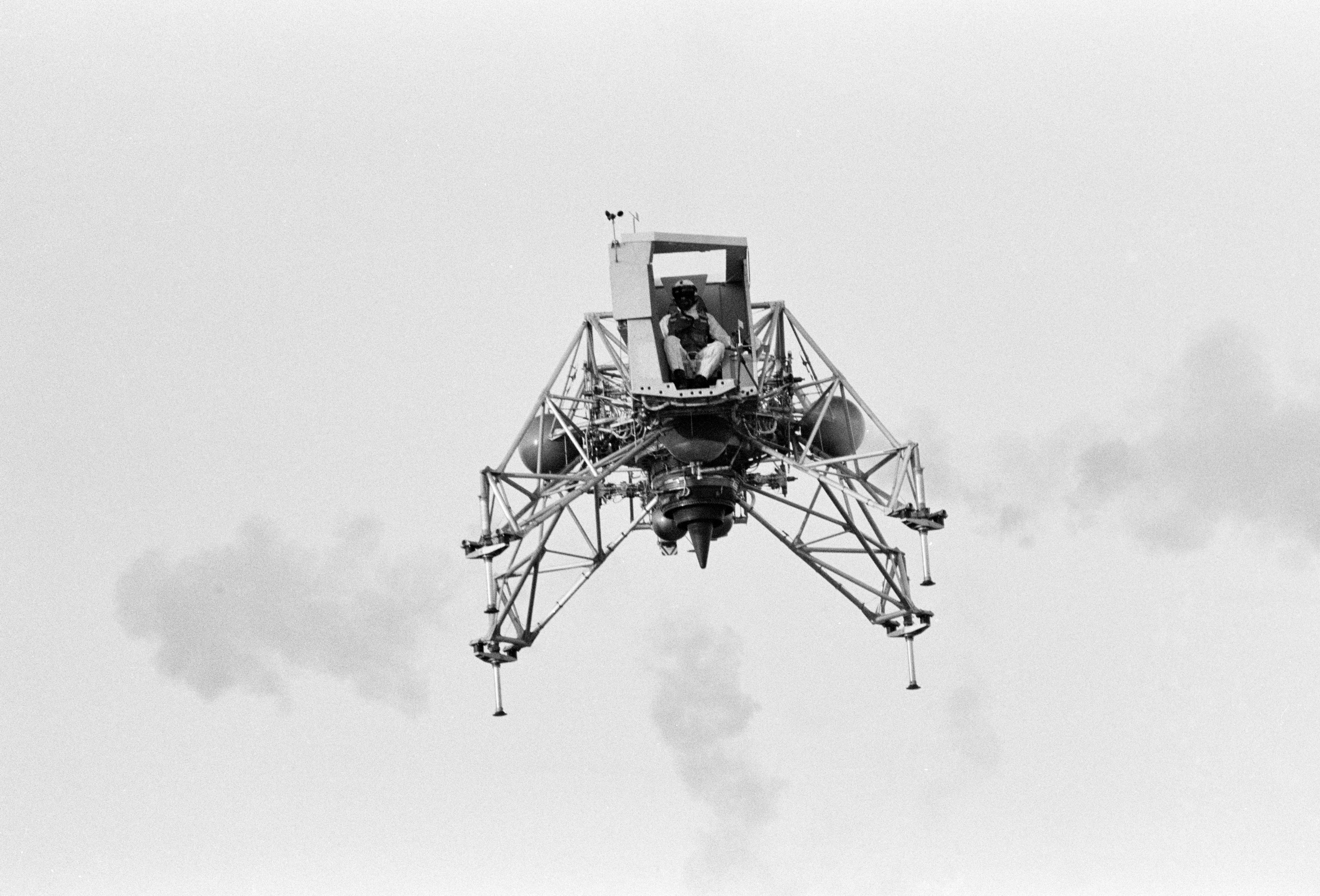
Le 16 juin 1969, un LLTV, piloté par l'astronaute Neil Armstrong, effectue un vol de contrôle à Ellington AFB. La durée totale du vol est de 5 minutes et 59 secondes, et l'altitude maximale d'environ 300 pieds (100 m).